# Paederia bojeriana
Paederia bojeriana là một loài thực vật có hoa trong họ Thiến thảo. Loài này được (A.Rich. ex DC.) Drake mô tả khoa học đầu tiên năm 1899.